# Охременко Вадим Іванович
Вади́м Іва́нович Охре́менко (Охріменко, Охрименко) — український письменник, сценарист. Писав російською мовою.

## Біографія
Народився 23 березня 1900 року в Києві. Помер 21 листопада 1940 року там же (застрелився).
Був кореспондентом газет: від 1925 року — «Комсомольская правда», від 1938 року — «Правда». Член ВКП(б) з 1937 року.
Почав друкуватися 1924 року. Перший значний твір — повість «Цибала» (1928), за якою Микола Шпиковський зняв заборонений цензурою фільм «Шкурник» (1929).
Охріменко писав новели, нариси, кіносценарії про героїчне служіння Радянській батьківщині, про людей і новобудови України: «Місто ентузіастів» (1930), «Оповідання про Щорса» (1934), «Каштани» (1936), «На байдаках» (1937). Творі Охріменка пройняті гумором, тонким відчуттям краси природи.
Посмертно видано «Оповідання» (рос. Рассказы; Київ, 1956).
Українські переклади:
- «Контакт» (Київ, 1930),
- «Село Яроватка» (Київ — Харків, 1937),
- «Золотий дощ» (Київ, 1941).

Автор сценаріїв кінокартин:
- «Джальма» (1928, у співавт. з А. Кордюмом),
- «Шкурник» (1929, у співавт. з М. Шпиковським і Борисом Розенцвейгом за його оповіданням «Цибала»),
- «Контакт», «Свій хлопець» (1930),
- «Вогні Бессемера» (1931),
- «Немає таких фортець», «Вирішальний старт» (1932),
- «Мак цвіте», «Щасливий фініш» (1934, у співавт. з А. Добровольським, С. Шульманом),
- «Стожари» (1939).

Був членом Спілки письменників УРСР.